# 菊池武夫 (法律家)

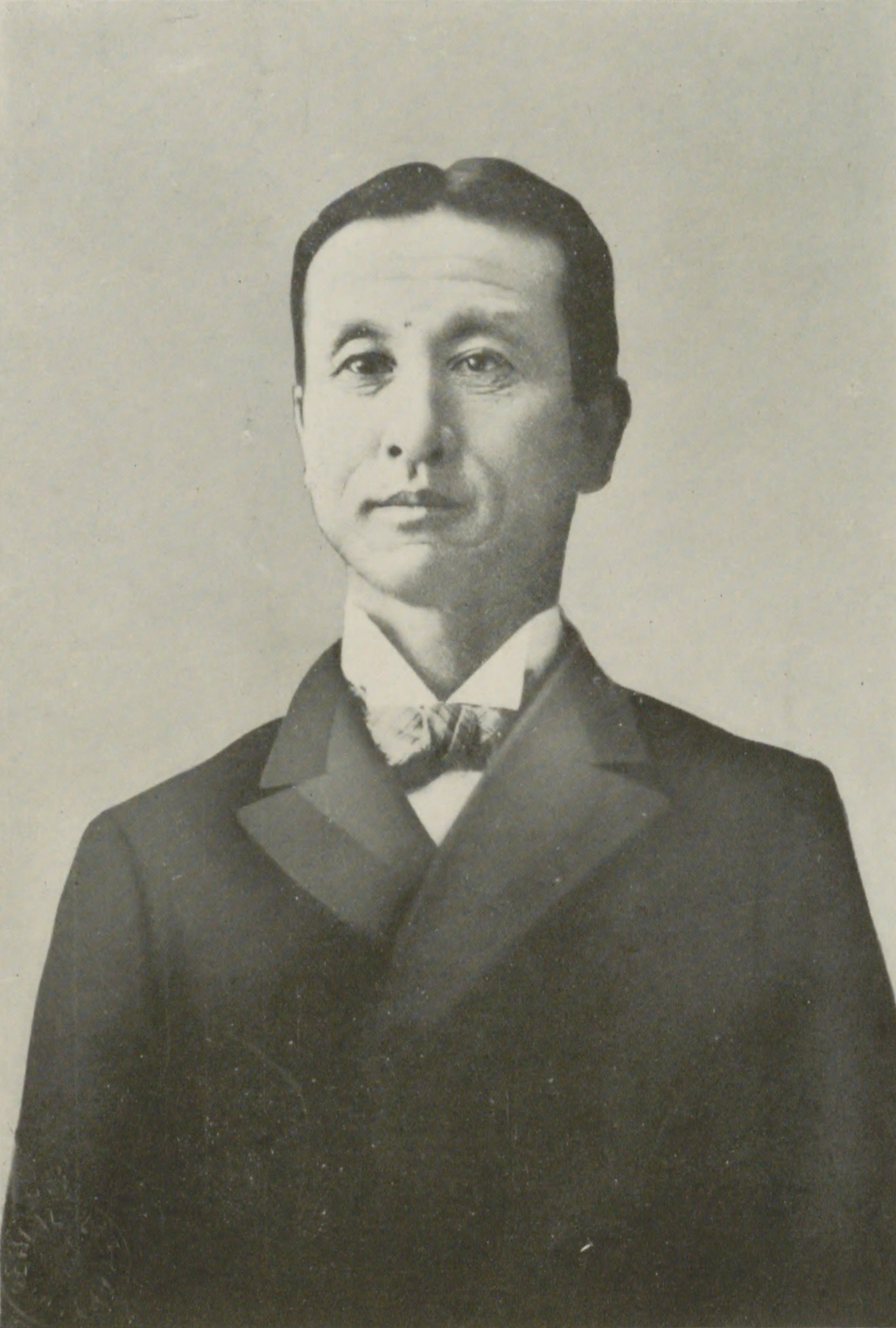
菊池武夫

菊池 武夫（きくち たけお、1854年8月21日（嘉永7年7月28日） - 1912年（明治45年）7月6日）は、日本の法学者。法学博士。陸奥国岩手郡外加賀野村（後に南岩手郡、現在は岩手県盛岡市加賀野）出身。司法省民事局長、東京弁護士会会長、中央大学初代学長、貴族院勅選議員等を務めた。

## 経歴

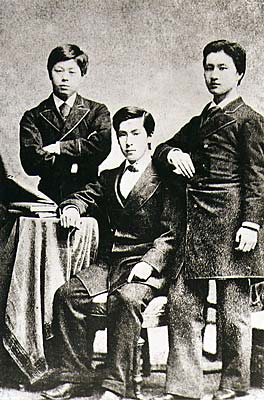
第一回文部省海外留学生
----
菊池は右、中央が小村寿太郎、左が斎藤修一郎

1854年（嘉永7年）7月28日、岩手郡外加賀野村（現：盛岡市加賀野)にて、盛岡藩士の菊池長閑と茂の長男として生まれた。武夫の名は元服の際に作人館の教授であった江幡五郎（後の那珂通高）によって名付けられた。
1875年（明治8年）大学南校（のちの東京大学）を卒業し、明治政府の留学制度である「文部省貸費留学生規則｣の第一回貸費留学生として、アメリカボストン大学法学校へ留学した。同じ留学生としては、後の日露戦争講和談判全権大使小村寿太郎や法学者鳩山和夫もいた。
帰国後は司法省に出仕し司法大臣秘書官や民法草案編纂委員を歴任、後には独立して代言人（弁護士）として事務所を構えている。また、東京帝國大学講師や司法省民事局長、東京弁護士会会長を務めた。
1885年（明治18年）に中央大学の前身である英吉利法律学校を創立した18人の法律家メンバーの一人であり、東京法学院（中央大学の前身の名前のひとつ）の院長・学長、中央大学初代学長も務めた。
1888年（明治21年）箕作麟祥・田尻稲次郎・穂積陳重・鳩山和夫とともに日本で初めて法学博士号を授与される。
1891年（明治24年）12月22日に貴族院議員に勅選され、死去するまで在任した。墓所は染井霊園。
中央大学市ヶ谷キャンパスには、初代校長増島六一郎とともに胸像がある。

## 栄典
位階
- 1891年（明治24年）5月12日 - 従四位[3]
- 1912年（明治45年）7月7日 - 正四位[4]

勲章等
- 1903年（明治36年）12月26日 - 勲五等瑞宝章[5]
- 1912年（明治45年）7月7日 - 勲三等旭日中綬章[6]

## 親族
- 父・菊地長閑 - 岩手藩士[7]
- 先妻 猪智
- 後妻 峯（東京士族・水野加以智妹。東洋英和女学校教師）
- 長女 笆（1882年生） - 京都帝国大学教授・大築千里（大築尚志の子）の妻[7]
- 次女 てい（1884年生） - 電気協会大阪試験所長・小倉公平(1874年生)の妻。小倉は東京帝国大学工科大学卒業後、京都帝国大学助教授となり、ドイツ留学後、同大教授を経て、1910年に実業界に転じ、奧村電気商会、内外電球の取締役などを務めた。娘婿に鳥養利三郎。[8]
- 三女 濱（出淵勝次（駐アメリカ合衆国大使、外務次官）の妻）
- 長男 香一郎（詩人。33歳で夭折）
- 四女 みさほ（1890年生）- 阿部亀彦妻。お茶ノ水高等女学校出身
- 五女 つる（1895年生）- 建築家・渡辺仁（渡辺渡 (冶金学者)長男）の妻[9]
- 六女 たつ
- 七女 ふく（1900年生） - 外交官・栗原正の妻。お茶ノ水高等女学校出身[10]。夫の栗原正（1890年生、茨城県出身）は東京帝国大学法科大学在学中に文官高等試験に合格し、1915年に卒業後、領事官補として奉天、リヨン、外交官補としてスペイン在勤、パリ講和会議出席などを経て、公使館三等書記官、外務事務官、福州長春領事などを歷任後、1927年に在ベルギー大使館一等書記官となり、その後、大臣官房文書課長、外務省東亜局長、トルコ大使などを務めた[10][11]。
- 八女 とめ
- 次男 武彦
- 九女 みち
- 妹・スミ - 控訴院判事・大竹長寿の妻[7]
- 孫の隆子（三女濱の長女）は朝海浩一郎（元駐アメリカ合衆国大使、元外務審議官）の妻[12]。朝海和夫（元EU代表部大使）は曾孫。